# Bull (série télévisée, 2016)
Pour les articles homonymes, voir Bull (homonymie).
Bull est une série télévisée américaine en 125 épisodes de 42 minutes créée par Jason Katims et Paul Attanasio, et diffusée entre le 20 septembre 2016 et le 26 mai 2022 sur le réseau CBS et en simultané sur le réseau Global au Canada.
Au Québec, la série est diffusée depuis le 31 août 2017 sur Séries+, en Belgique, à partir du 2 mai 2018 sur RTL-TVI, et en France, à partir du 22 juin 2018 sur M6.
La série s'inspire de la carrière du docteur Phil McGraw, personnalité de la télévision américaine.

## Synopsis
Jason Bull est un psychologue brillant, charmeur et un peu présomptueux, qui a mis au point un système permettant de prévoir, voire d'influencer la décision finale d'un jury en fonction d'une multitude de paramètres. Pour cela, il s'est entouré d'une équipe de choc, à commencer par un ancien procureur devenu avocat de la défense, une experte en neurolinguistique, une ancienne agent du FBI, une hackeuse professionnelle et un styliste chevronné.

## Distribution

### Acteurs principaux
- Michael Weatherly (VF : Xavier Fagnon) : Dr Jason Bull
- Geneva Carr (VF : Marie Chevalot) : Marissa Morgan
- Christopher Jackson (VF : Gilduin Tissier) : Chester « Chunk » Palmer
- Jaime Lee Kirchner (VF : Youna Noiret) : Danielle « Danny » James
- MacKenzie Meehan (en) (VF : Anne Rondeleux) : Taylor Rentzel (depuis la saison 3)
- Yara Martinez (VF : Véronique Desmadryl) : Isabella « Izzy » Colón (depuis la saison 5 - récurrente saisons 1 à 4)

### Anciens acteurs principaux
- Annabelle Attanasio (VF : Kelly Marot) : Cable McCrory (saisons 1 et 2)
- Freddy Rodríguez (VF : Emmanuel Garijo) : Benjamin « Benny » Colón (saisons 1 à 5)

### Acteurs récurrents
- Dena Tyler (VF : Edwige Lemoine) : Liberty Davis (saison 1)
- Jill Flint (VF : Charlotte Marin) : Diana Lindsay
- Eliza Dushku (VF : Barbara Delsol) : J.P. Nunnelly (saison 1)
- Gary Wilmes (VF : Fabien Jacquelin) : Kyle Wilkinson (saison 2)
- Jazzy Kae (VF : Kahina Tagherset) : Anna Baker
- David Furr (en) (VF : Damien Ferrette) : Greg Valerian
- Donovan Christie Jr. (VF : Pierre-Louis Bonnat) : Kenneth Kiehl (saison 5)
- Matt Dellapina (VF : Philippe Chaine) : Erik Rentzel
- Ollie Robinson : Mauricio Rentzel
- Erich Bergen (VF : Pascal Nowak) : Substitut du procureur Robert Jones (saison 6)

- Version française
  - Société de doublage : Libra Films[7]
  - Direction artistique : Claire Guyot[7]
  - Adaptation : Alexa Donda, Laurence Fattelay, Marie Fuchez et Laetitia Morfouace

 Source et légende : version française (VF) sur RS Doublage et DSD

## Production

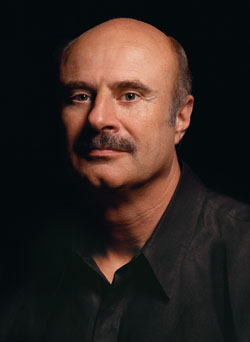
Phil McGraw, ici en 2001, a inspiré le personnage de Bull

### Développement
Le 2 février 2016, CBS commande un épisode pilote du projet de série.
Le 13 mai 2016, le réseau CBS annonce officiellement après le visionnage du pilote, la commande du projet de série sous son titre actuel avec une commande initiale de treize épisodes, pour une diffusion lors de la saison 2016 / 2017.
Le 15 mai 2016, lors des Upfronts 2016, CBS annonce la diffusion de la série pour l'automne 2016.
Le 21 juin 2016, CBS annonce la date de lancement de la série au 20 septembre 2016.
Le 17 octobre 2016, CBS commande neuf épisodes supplémentaires pour compléter la saison, soit un total de 22 épisodes,.
Le 23 mars 2017, la série est renouvelée pour une deuxième saison.
Le 18 avril 2018, la série est renouvelée pour une troisième saison.
Le 9 mai 2019, la série est renouvelée pour une quatrième saison pour la saison 2019-2020. Steven Spielberg (sa compagnie de production Amblin TV) se retire de la production, par mécontentement de l'affaire de congédiement d'Eliza Dushku.
Le 6 mai 2020, la série a été renouvelée pour une cinquième saison.
Le 15 avril 2021, la série est renouvelée pour une sixième saison. Le mois suivant, le showrunner Glenn Gordon Caron ainsi que Freddy Rodríguez sont congédiés à la suite d'une investigation sur le plateau par CBS Studios.
Le 18 janvier 2022, CBS annonce la fin de la série, après le départ de Michael Weatherly, l'acteur principal. Le dernier épisode de la série est diffusé le 26 mai 2022.

### Attribution des rôles
L'annonce de l'attribution des rôles a débuté le 8 février 2016, avec l'arrivée de Geneva Carr dans le rôle de Marissa.
Le 10 mars 2016, Freddy Rodriguez rejoint la série dans le rôle de Benny. Puis le 14 mars, Christopher Jackson est annoncé dans le rôle de Chunk. Deux jours plus tard, Michael Weatherly rejoint la distribution dans le personnage du Dr Jason Bull. Le 25 mars, Jaime Lee Kirchner obtient le rôle de Danny.
En mars 2017, Eliza Dushku rejoint la distribution dans le rôle principal de J.P. Nunnelly qui est introduite lors des trois derniers épisodes de la première saison et devait se poursuivre pour les quatre saisons suivantes. Il a été plus tard révélé qu'à la suite d'un incident sur le plateau de tournage avec Michael Weatherly, son rôle a été supprimé.
En juillet 2018, Annabelle Attanasio quitte la série, et ne sera pas de retour pour la troisième saison. Son absence crée un nouveau personnage au sein de la série. Mackenzie Meehan (en) rejoint l'équipe jusqu'à nouvel ordre.

### Tournage
La série est tournée à New York, là où elle se déroule.

### Diffusion
- La série a été diffusée au Royaume-Uni sur FOX UK le 13 janvier 2017.
- La série a été diffusée en Australie sur Network Ten le 5 mars 2017.
- Elle a débuté en Nouvelle-Zélande sur Prime Television New Zealand le 19 janvier 2017.
- En Italie, La série a fait ses débuts sur Rai 2 le 13 novembre 2016.
- En France, La série a fait ses débuts sur M6 le 22 juin 2018.

## Épisodes

### Première saison (2016-2017)
1. Quoi de neuf docteur ? (The Necklace)
2. La Théorie du genre (The Woman in 8D)
3. Le Quatrième Pouvoir (Unambiguous)
4. Calisto (Calisto)
5. Rien que la vérité (Just Tell the Truth)
6. Les Dieux de l'Olympe (Bedside Manner)
7. Collision (Never Saw the Sign)
8. Madame parfaite (Too Perfect)
9. Rumeurs et préjugés (Light My Fire)
10. E.J. (E.J.)
11. La Mante religieuse (Teacher's Pet)
12. Le Syndrome de Stockholm (Stockholm Syndrome)
13. La Chute des titans (The Fall)
14. Secret défense (It's Classified)
15. Le Milliardaire sociopathe (What's Your Number?)
16. Sabotage (Free Fall)
17. Les Loups de Wall Street (Name Game)
18. Victime de la mode (Dressed to Kill)
19. Guerre d'ego (Bring it On)
20. Meurtre sous hypnose (Make Me)
21. En pleine tempête (How to Dodge a Bullet)
22. Nos vilains petits secrets (Dirty Little Secrets)
23. Miami vice (Benevolent Deception)

### Deuxième saison (2017-2018)
1. La Veuve noire (School for Scandal)
2. Plutôt mourir (Already Gone)
3. Le Choix du mensonge (A Business of Favors)
4. Seul contre tous (The Illusion of Control)
5. Une brûlure indienne (Play the Hand You're Dealt)
6. En souvenir du passé (The Exception to the Rule)
7. Un mal pour un bien (No Good Deed)
8. La Belle experte (The Devil, The Detail)
9. Joyeux Thanksgiving (Thanksgiving)
10. L'Esprit de Noël (Home for the Holidays)
11. Instinct de survie (Survival Instincts)
12. Le Crime parfait (Grey Areas)
13. La Mort sous contrat (Kill Shot)
14. Hacker contre hacker (Keep Your Friends Close)
15. À la folie pas du tout (Witness for the Prosecution)
16. Absolution (Absolution)
17. Condamnée au silence (Gag Order)
18. Nécessité fait loi (Bad Medecine)
19. Rattrapé par son passé (A Redemption)
20. Une femme sous influence (Justified)
21. La Peine capitale - première partie (Reckless)
22. La Peine capitale - deuxième partie (Death Sentence)

### Épisode 1:La Veuve noire
- États-Unis /  Canada : 26 septembre 2017 sur CBS

- États-Unis : 10,06 millions de téléspectateurs

### Épisode 2:Plutôt mourir
- États-Unis /  Canada : 3 octobre 2017 sur CBS / Global

- États-Unis : 10,79 millions de téléspectateurs

### Épisode 3:Le Choix du mensonge
- États-Unis /  Canada : 10 octobre 2017 sur CBS / Global

- États-Unis : 11,26 millions de téléspectateurs

### Épisode 4:Seul contre tous
- États-Unis /  Canada : 17 octobre 2017 sur CBS / Global

- États-Unis : 10,49 millions de téléspectateurs

### Épisode 5:Une brûlure indienne
- États-Unis /  Canada : 24 octobre 2017 sur CBS / Global

- États-Unis : 10,70 millions de téléspectateurs

### Épisode 6:En souvenir du passé
- États-Unis /  Canada : 31 octobre 2017 sur CBS / Global

- États-Unis : 9,63 millions de téléspectateurs

### Épisode 7:Un mal pour un bien
- États-Unis /  Canada : 7 novembre 2017 sur CBS / Global

- États-Unis : 10,77 millions de téléspectateurs

### Épisode 8:La Belle Experte
- États-Unis /  Canada : 14 novembre 2017 sur CBS / Global

- États-Unis : 10,34 millions de téléspectateurs

### Épisode 9:Joyeux Thanksgiving
- États-Unis /  Canada : 13 décembre 2017 sur CBS / Global

- États-Unis : 8,98 millions de téléspectateurs

### Épisode 10:L'Esprit de Noël
- États-Unis /  Canada : 3 janvier 2018 sur CBS / Global

- États-Unis : 10,86 millions de téléspectateurs

### Épisode 11:Instinct de survie
- États-Unis /  Canada : 2 janvier 2018 sur CBS / Global

- États-Unis : 11,17 millions de téléspectateurs

### Épisode 12:Le Crime parfait
- États-Unis /  Canada : 9 janvier 2018 sur CBS / Global

- États-Unis : 10,50 millions de téléspectateurs

### Épisode 13:La Mort sous contrat
- États-Unis /  Canada : 23 janvier 2018 sur CBS / Global

- États-Unis : 11,08 millions de téléspectateurs

### Épisode 14:Hacker contre hacker
- États-Unis /  Canada : 6 février 2018 sur CBS / Global

- États-Unis : 10,90 millions de téléspectateurs

### Épisode 15:À la folie pas du tout
- États-Unis /  Canada : 27 février 2018 sur CBS / Global

### Épisode 16:Absolution
- États-Unis /  Canada : 6 mars 2018 sur CBS / Global

### Épisode 17:Condamnée au silence
- États-Unis /  Canada : 13 mars 2018 sur CBS / Global

### Épisode 18:Nécessité fait loi
- États-Unis /  Canada : 27 mars 2018 sur CBS / Global

### Épisode 19:Rattrapé par son passé
- États-Unis /  Canada : 3 avril 2018 sur CBS / Global

### Épisode 20:Justified
- États-Unis /  Canada : 17 avril 2018 sur CBS / Global

### Épisode 21:La Peine capitale - première partie
- États-Unis /  Canada : 1er mai 2018 sur CBS / Global

### Épisode 22:La Peine capitale - deuxième partie
- États-Unis /  Canada : 8 mai 2018 sur CBS / Global

### Troisième saison (2018-2019)
1. La Vie à tout prix (The Ground Beneath Their Feet)
2. Juré malgré lui (Jury Duty)
3. Préjudice (Excessive Force)
4. Justice pour notre amie (Justice for Cable)
5. L'ADN ne ment pas (The Missing Piece)
6. Ange ou démon ? (Fool Me Twice)
7. La Fille qui n'aimait personne (A Girl Without Feelings)
8. Vendredi noir (But for the Grace)
9. Un cas désespéré (Separation)
10. Le Secret de la confession (A Higher Law)
11. Pour le meilleur et pour le pire (Separate Together)
12. Autopsie d'un meurtre (Split Hairs)
13. Femme fatale (Prior Bad Acts)
14. Le Coupable idéal (Leave It All Behind)
15. Son idole  (Security Fraud)
16. Erreur de jeunesse (Forfeiture)
17. Seul au monde (Parental Guidance)
18. Pas un mot (Don't Say a Word)
19. Chasseur de primes (Bounty)
20. Le Gène du crime (The Good One)
21. Avis de tempête (When the Rains Came)
22. Rien ne va plus (Pillar of Salt)

### Épisode 1:La Vie à tout prix
- États-Unis /  Canada : 24 septembre 2018 sur CBS

- États-Unis : 7,33 millions de téléspectateurs

### Épisode 2:Juré malgré lui
- États-Unis /  Canada : 1er octobre 2018 sur CBS / Global

- États-Unis : 6,74 millions de téléspectateurs

### Épisode 3:Préjudice
- États-Unis /  Canada : 8 octobre 2018 sur CBS / Global

- États-Unis : 6,52 millions de téléspectateurs

### Épisode 4:Justice pour notre amie
- États-Unis /  Canada : 15 octobre 2018 sur CBS / Global

- États-Unis : 6,48 millions de téléspectateurs

### Épisode 5:L'ADN ne ment pas
- États-Unis /  Canada : 22 octobre 2018 sur CBS / Global

- États-Unis : 6,76 millions de téléspectateurs

### Épisode 6:Ange ou démon?
- États-Unis /  Canada : 29 octobre 2018 sur CBS / Global

- États-Unis : 7,33 millions de téléspectateurs

### Épisode 7:La Fille qui n'aimait personne
- États-Unis /  Canada : 5 novembre 2018 sur CBS / Global

- États-Unis : 6,43 millions de téléspectateurs

### Épisode 8:Vendredi noir
- États-Unis /  Canada : 12 novembre 2018 sur CBS / Global

- États-Unis : 6,50 millions de téléspectateurs

### Épisode 9:Un cas désespéré
- États-Unis /  Canada : 3 décembre 2018 sur CBS / Global

- États-Unis : 6,59 millions de téléspectateurs

### Épisode 10:Le Secret de la confession
- États-Unis /  Canada : 10 décembre 2018 sur CBS / Global

- États-Unis : 7,37 millions de téléspectateurs

### Épisode 11:Pour le meilleur et pour le pire
- États-Unis /  Canada : 14 janvier 2019 sur CBS / Global

- États-Unis : 7,09 millions de téléspectateurs

### Épisode 12:Autopsie d'un meurtre
- États-Unis /  Canada : 21 janvier 2019 sur CBS / Global

- États-Unis : 6,70 millions de téléspectateurs

### Épisode 13:Femme fatale
- États-Unis /  Canada : 4 février 2019 sur CBS / Global

- États-Unis : 6,34 millions de téléspectateurs

### Épisode 14:Le Coupable idéal
- États-Unis /  Canada : 11 février 2019 sur CBS / Global

- États-Unis : 6,25 millions de téléspectateurs

### Épisode 15:Son idole
- États-Unis /  Canada : 18 février 2019 sur CBS / Global

- États-Unis : 6,80 millions de téléspectateurs

### Épisode 16:Erreur de jeunesse
- États-Unis /  Canada : 25 février 2019 sur CBS / Global

- États-Unis : 6,72 millions de téléspectateurs

### Épisode 17:Seul au monde
- États-Unis /  Canada : 18 mars 2019 sur CBS / Global

- États-Unis : 6,41 millions de téléspectateurs

### Épisode 18:Pas un mot
- États-Unis /  Canada : 1er avril 2019 sur CBS / Global

- États-Unis : 6,78 millions de téléspectateurs

### Épisode 19:Chasseur de primes
- États-Unis /  Canada : 15 avril 2019 sur CBS / Global

- États-Unis : 6,6 millions de téléspectateurs

### Épisode 20:Le Gène du crime
- États-Unis /  Canada : 29 avril 2019 sur CBS / Global

- États-Unis : 6,45 millions de téléspectateurs

### Épisode 21:Avis de tempête
- États-Unis /  Canada : 6 mai 2019 sur CBS / Global

- États-Unis : 6,21 millions de téléspectateurs

### Épisode 22:Rien ne va plus
- États-Unis /  Canada : 13 mai 2019 sur CBS / Global

- États-Unis : 7,19 millions de téléspectateurs

### Quatrième saison (2019-2020)
1. Réveillon sanglant (Labor Days)
2. L'Eau qui dort (Fantastica Voyage)
3. Une erreur à réparer (Rectify)
4. Pères et filles (Her Own Two Feet)
5. Toutes pour une (Billboard Justice)
6. Trou de mémoire (Into the Mystic)
7. Docteur La Mort (Doctor Killer)
8. La Sixième Balle (Safe and Sound)
9. Sinistre assurance (The Flying Carpet)
10. Une obsession qui tue (Imminent Danger)
11. Plus jamais ça (Look Back in Anger)
12. Le Prix de la gloire (Behind the Ivy)
13. C'est mon enfant (Child of Mine)
14. Les Tricheurs (Quid Pro Quo)
15. Du même sang (Flesh and Blood)
16. Preuve d'amour (Missing)
17. L'Ennemi invisible (The Invisible Woman)
18. Collision (Off the Rails)
19. Une grande idée de la justice (The Sovereigns)
20. Vie brisée (Wrecked)

### Épisode 1:Réveillon sanglant
- États-Unis /  Canada : 23 septembre 2019 sur CBS

- États-Unis : 6,42 millions de téléspectateurs

### Épisode 2:L'Eau qui dort
- États-Unis /  Canada : 30 septembre 2019 sur CBS / Global

- États-Unis : 5,90 millions de téléspectateurs

### Épisode 3:Une erreur à réparer
- États-Unis /  Canada : 7 octobre 2019 sur CBS / Global

- États-Unis : 6,12 millions de téléspectateurs

### Épisode 4:Pères et filles
- États-Unis /  Canada : 14 octobre 2019 sur CBS / Global

- États-Unis : 5,83 millions de téléspectateurs

### Épisode 5:Toutes pour une
- États-Unis /  Canada : 21 octobre 2019 sur CBS / Global

- États-Unis : 6,15 millions de téléspectateurs

### Épisode 6:Trou de mémoire
- États-Unis /  Canada : 28 octobre 2019 sur CBS / Global

- États-Unis : 6,66 millions de téléspectateurs

### Épisode 7:Docteur La Mort
- États-Unis /  Canada : 4 novembre 2019 sur CBS / Global

- États-Unis : 5,73 millions de téléspectateurs

### Épisode 8:La Sixième Balle
- États-Unis /  Canada : 18 novembre 2019 sur CBS / Global

- États-Unis : 5,78 millions de téléspectateurs

### Épisode 9:Sinistre assurance
- États-Unis /  Canada : 25 novembre 2019 sur CBS / Global

- États-Unis : 6,03 millions de téléspectateurs

### Épisode 10:Une obsession qui tue
- États-Unis /  Canada : 16 décembre 2019 sur CBS / Global

- États-Unis : 6,42 millions de téléspectateurs

### Épisode 11:Plus jamais ça
- États-Unis /  Canada : 6 janvier 2020 sur CBS / Global

- États-Unis : 6,19 millions de téléspectateurs

### Épisode 12:Le Prix de la gloire
- États-Unis /  Canada : 20 janvier 2020 sur CBS / Global

- États-Unis : 6,05 millions de téléspectateurs

### Épisode 13:C'est mon enfant
- États-Unis /  Canada : 3 février 2020 sur CBS / Global

- États-Unis : 6,47 millions de téléspectateurs

### Épisode 14:Les Tricheurs
- États-Unis /  Canada : 10 février 2020 sur CBS / Global

- États-Unis : 6,31 millions de téléspectateurs

### Épisode 15:Du même sang
- États-Unis /  Canada : 17 février 2020 sur CBS / Global

- États-Unis : 6,22 millions de téléspectateurs

### Épisode 16:Preuve d'amour
- États-Unis /  Canada : 9 mars 2020 sur CBS / Global

- États-Unis : 6,31 millions de téléspectateurs

### Épisode 17:L'Ennemi invisible
- États-Unis /  Canada : 16 mars 2020 sur CBS / Global

- États-Unis : 7,11 millions de téléspectateurs

### Épisode 18:Collision
- États-Unis /  Canada : 6 avril 2020 sur CBS / Global

- États-Unis : 7,16 millions de téléspectateurs

### Épisode 19:Une grande idée de la justice
- États-Unis /  Canada : 13 avril 2020 sur CBS / Global

- États-Unis : 7,34 millions de téléspectateurs

### Épisode 20:Vie brisée
- États-Unis /  Canada : 4 mai 2020 sur CBS / Global

- États-Unis : 6,87 millions de téléspectateurs

### Cinquième saison (2020-2021)
Cette saison de seize épisodes est diffusée depuis le 16 novembre 2020.
1. Le Blues du Corona (My Corona)[34]
2. La Grande division (The Great Divide)
3. Présumée coupable (Prison Break)
4. Le Facteur ex (The Ex Factor)
5. Les Anges déchus (Fallen Idols)
6. Urgences (To Save a Life)
7. Ennemie d'État (The Head of the Goat)
8. Le Remède miracle (Cloak and Beaker)
9. Harcèlement (The Bad Client)
10. Qui a tué ma mère ? (The Boy Who Cried Murder)
11. Vérité et réconciliation (Truth and Reconciliation)
12. La Preuve du contraire (Evidence to the Contrary)
13. Du rêve au cauchemar (Law of the Jungle)
14. Mauvaise influence (Under the Influence)
15. Profession Kidnappeur (Snatchback)
16. L'Ami Prodigieux (A Friend in Need)

### Épisode 1:Le Blues du Corona
- États-Unis /  Canada : 16 novembre 2020 sur CBS

- États-Unis : 4,47 millions de téléspectateurs

### Sixième saison (2021-2022)
La sixième et dernière saison est diffusée du 7 octobre 2021 au 26 mai 2022.
1. Disparition (Gone)
2. Le Sourire qui tue (Espionage)
3. Le Prince de Park Avenue (Bull Undone)
4. Le Poids de la couronne (Uneasy Lies The Crown)
5. Le Roi Bull (King Bull)
6. En mauvaise posture (Better Angels)
7. Question de confiance (Confidence Man)
8. Jour de neige (Snowed In)
9. Faux positif (False Positive)
10. Quelque chose dans la tête (Frontotemporal)
11. Jason contre Marissa (Family Matters)
12. Affaires de famille (Caliban)
13. Dommages de guerre (The Hard Right)
14. Agoraphobie (Safe Space)
15. Mensonges et tremblements (With These Hands)
16. Diana (The Diana Affair)
17. Remèdes de cheval (Dark Horse)
18. Pepperoni et Brocoli (The Other Shoe)
19. Réservé aux adultes (Opening Up)
20. Trou de mémoire (The Envelope, Please)
21. L'Avocat du diable (Silent Killer)
22. Au revoir (Goodbye)

## Autour de la série

### Personnages
- Dr Jason Bull est un psychologue et titulaire de trois doctorats en psychologie, ainsi que d'une licence de pilote. Il déteste lui-même les avocats pour avoir échoué à deux reprises à l'examen du barreau, brisé son rêve de devenir avocat et a eu une enfance difficile. Bull apparaît pour la première fois dans le pilote, avec une apparence maussade, de longs cheveux, une barbe et des cardigans en costume.
- Benjamin « Benny » Colón, ancien beau-frère de Bull est un ancien procureur de New York et avocat interne de la TAC.
- Marissa Morgan est une psychologue, experte en neurolinguistique, commandant en second de l’équipe de Bull et sexologue agréée, qui travaillait auparavant pour Homeland Security. Dans le dernier épisode de la saison 2, Marissa commence à remettre en question sa dépendance à Bull. Entre les saisons 2 et 3, Marissa se remarie avec son ex-mari, tandis que Bull se remet de sa crise cardiaque, ce qui le rend jaloux de son bonheur.
- Chunk Palmer est un styliste de mode qui travaillait auparavant pour Vogue et à l'Université de Géorgie et a également été un joueur de ligne défensive du football américain. Il prépare les clients de l'ATC pour le tribunal. À partir de la saison 2, il commence à fréquenter la faculté de droit et établit un lien instable avec sa fille, jusque-là inconnue.
- Danielle « Danny » James est l'enquêteur principal de l'équipe. Elle travaillait auparavant comme policier dans la police des stupéfiants et pour le FBI.
- Cable McCrory est l'experte en informatique de l'équipe. En milieu de saison 2, Cable est brièvement congédiée après avoir enfreint la loi. Plus tard, Cable aide secrètement le TAC à obtenir des informations relatives à une affaire. Bull s'en rend compte et prend le courage de lui redonner son poste. Elle est tuée hors écran lors du premier épisode de la saison 3, quand un pont sur lequel elle conduit s’écroule au-dessous d’elle.
- Taylor Rentzel est une experte en cyber et ancien collègue de Marissa à la NSA. Après la mort de Cable, Taylor est embauchée pour pourvoir à son poste.

## Réception

### Réception critique
Sur le site d'agrégation de commentaires Rotten Tomatoes, la première saison a un taux d'approbation de 26 % basé sur 23 commentaires, avec une note moyenne de 3.99 / 10. Le consensus critique du site Web se lit comme suit : « La performance de Michael Weatherly est excellente, mais pas suffisante pour sauver une série qui repose trop lourdement sur une série d'usures légales très usée et une prémisse déconcertante. » Metacritic, qui utilise une moyenne pondérée, a attribué une note de 40 sur 100 basée sur 19 critiques, indiquant "des critiques mitigées ou moyennes".

### Audiences

#### États-unis
La meilleure audience de la série est le premier épisode de la première saison, qui a réalisé une audience de 15,56 millions de téléspectateurs.
La pire audience historique de la série est le vingt et unième épisode de la sixième saison, qui a réalisé une audience de 3,74 millions de téléspectateurs.
- La première saison a été vue par une moyenne de 15,21 millions de téléspectateurs en J+7, ce qui place la première saison au 5e rang des séries les plus vues[39].
- La deuxième saison a été vue par une moyenne de 14,37 millions de téléspectateurs en J+7, ce qui place la deuxième saison au 8e rang des séries les plus vues[40].
- La troisième saison a été vue par une moyenne de 10,98 millions de téléspectateurs en J+7, ce qui place la troisième saison au 16e rang des séries les plus vues[41].
- La quatrième saison a été vue par une moyenne de 10,61 millions de téléspectateurs en J+7, ce qui place la quatrième saison au 13e rang des séries les plus vues[42].
- La cinquième saison a été vue par une moyenne de 8,59 millions de téléspectateurs en J+7, ce qui place la cinquième saison au 16e rang des séries les plus vues[43].
- La sixième et dernière saison, a été vue par une moyenne de 7,37 millions de téléspectateurs en J+7, ce qui place la sixième saison au 22e rang des séries les plus vues[44].

#### France
- La série s'est hissée en tête des audiences sur M6 avec le lancement de la saison 1 de la série américaine. Jusqu'à 22 h 45, les deux premiers épisodes de la soirée ont séduit 3,2 millions de curieux en moyenne, selon Médiamétrie. La part de marché s'élève à 15,9 % sur les individus de quatre ans et plus et à 26,2 % sur les FRDA-50.
- Les deux premiers épisodes de la saison 2 ont séduit 2,08 millions de fans en moyenne jusqu'à 22 h 45, soit 12 % de PDA sur les individus de quatre ans et plus.
- Le lancement de la saison 3 a capté l'attention de 2,14 millions de sériephiles, pour une part de marché de 11 % auprès de l'ensemble du public. Grâce au score obtenu auprès des FRDA-50, M6 grimpe sur la deuxième marche du podium sur cette cible avec une moyenne de 19,1 %.
- Le lancement de la saison 4 a fédéré successivement 2.1 et 2 millions de téléspectateurs, soit 11.3 % et 11.3 % du public.